# Ompok pabda
Ompok pabda (Hamilton, 1822), conosciuto comunemente come siluro asiatico, è un pesce d'acqua dolce appartenente alla famiglia Siluridae.

## Diffusione e habitat
Questa specie è diffusa in Asia, nelle acque dolci di Afghanistan, Pakistan, India, Bangladesh e Myanmar, dove abitano in corsi d'acqua, stagni e laghi di acque limpide e fangose.

## Descrizione
Presenta un corpo allungato, con testa grande, ampia bocca provvista di un paio di barbigli rivolti verso il basso. Lungo i fianchi il corpo si comprime sempre più. La pinna dorsale è piccola, con soli 4 raggi, così come le ventrali. L'anale invece è lunga: parte dal ventre e termina al peduncolo caudale. La pinna caudale è piccola, dai bordi arrotondati. La livrea è argentea, con chiazze brune, azzurre o rosacee; il ventre è bianco. Raggiunge una lunghezza massima di 30 cm.

## Riproduzione
La deposizione delle uova (oltre 40.000 per femmina) avviene tra maggio e agosto.

## Predatori
O. pabda è preda abituale di Channa punctata.

## Pesca
Nei luoghi d'origine è oggetto di pesca per l'alimentazione umana.